# Horizontalstrecke

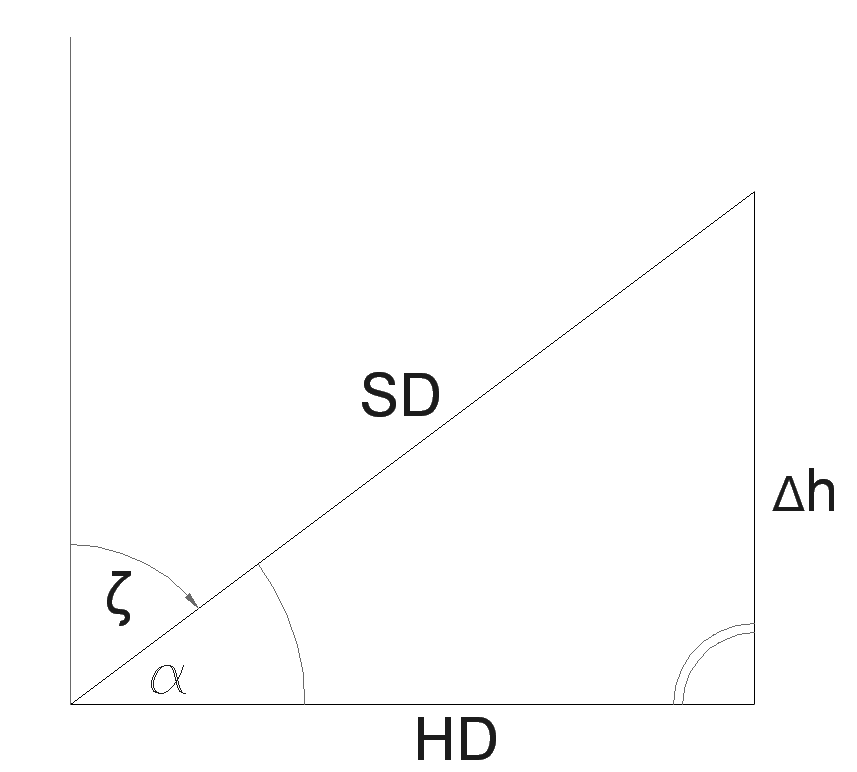
Zenitdistanz
SD = Schrägdistanz
HD = Horizontalstrecke
h = Höhenunterschied
Höhenwinkel

Als Horizontalstrecke wird in der Geodäsie die horizontale (waagerechte) Entfernung zwischen zwei Vermessungspunkten bezeichnet.

## Berechnung
Die direkt gemessene Strecke, beispielsweise mit einer Totalstation, ist immer die Schrägstrecke SD. Die Horizontalstrecke wird benötigt, um den gemessenen Punkt in ebenes Koordinatensystem übertragen zu können. Die drei gemessenen Grundelemente sind der Horizontalwinkel Hz (Azimut), der Vertikalwinkel V (auch Zenitdistanz {\displaystyle \zeta } genannt) und die Schrägdistanz (Schrägstrecke) SD. Die Horizontalstrecke berechnet sich nach folgender Formel:
{\displaystyle HD=\sin \zeta \cdot SD}